# نقرزان
النقرزان من آلات الإيقاع في الموسيقى، وهو طبلة ذات وجه واحد، توضع على الأرض أو تعلق على صدر الضارب عليها، وينقر عليها بمضربين، وأكثر استعماله في لعبة المزمار الحجازية وكذلك في طرق الأذكار الصوفية في مصر.